# Partido de la Liga Nacional
El Partido de la Liga Nacional (National League Party (NLP) fue un partido político del Estado Libre de Irlanda, fundado en 1926 por William Redmond y Thomas O'Donnell para apoyar el Tratado Anglo-Irlandés, y defendía el mantenimiento de estrechas relaciones con el Reino Unido y continuar como miembro de la Commonwealth. Atrajo tanto a los unionistas irlandeses como los antiguos miembros del Partido Parlamentario Irlandés.
En las elecciones al Dáil Éireann de junio de 1927 obtuvo 8 escaños y dio apoyo a una moción de censura presentada por el Fianna Fáil al gobierno del Cumann na nGaedhael e intentaron formar un gobierno alternativo con el líder laborista Thomas Johnson. Sin embargo, dos miembros de la Liga se opusieron a este hecho. Vincent Rice se marchó al Cumann na nGaedhael y John Jinks se abstuvo en la votación. Aunque la moción fracasó, provocó la convocatoria de elecciones al Dáil Éireann en septiembre de 1927, en las que sólo obtuvo dos diputados. En 1928 el partido sufrió una escisión y en 1931 se disolvió.